# Ferrovia Rocca d'Evandro-Venafro
La ferrovia Rocca d'Evandro-Venafro è una breve linea ferroviaria italiana, che collega la ferrovia Roma-Cassino-Napoli con la ferrovia Vairano-Isernia.

## Storia
La linea venne attivata il 10 giugno 2001.

## Caratteristiche
| Unknown route-map component "d" | Unknown route-map component "STR+l" | Unknown route-map component "dCONTfq" |

| Station on track |

| Unknown route-map component "dCONTgq" | Unknown route-map component "ABZgr" | Unknown route-map component "d" |

| Unknown route-map component "STR+GRZq" |

| Small non-passenger station on track |

| Unknown route-map component "tSTRa" |

| Unknown route-map component "tSTR+GRZq" |

| Unknown route-map component "tSTRe" |

| Unknown route-map component "STRc2" | Unknown route-map component "dABZg3" |  |

| Unknown route-map component "dCONTgq" | Unknown route-map component "ABZr+12" | Unknown route-map component "dSTR+c34" | Unknown route-map component "+d" |

| Unknown route-map component "STRc1" | Unknown route-map component "dABZg+4" |  |

| Station on track |

| Continuation forward |

La linea è una ferrovia a binario semplice, che accorcia i tempi necessari per raggiungere Roma dal Molise evitando il regresso a Vairano; tuttavia Trenitalia continua a far pagare il chilometraggio sulla base della vecchia linea. Lo scartamento adottato è quello ordinario da 1435 mm. La linea è elettrificata a 3000 volt in corrente continua. Lungo questa linea transitano anche treni merci, che percorrono la variante via Venafro-Sesto Campano essendo meno acclive della linea tradizionale via Tora-Presenzano.
La circolazione è regolata con Dirigente Centrale con sede a Napoli.